# アストンマーティン・DBR4
アストンマーティン・DBR4/250は、自動車メーカーのアストンマーティンのためにテッド・カッティングが設計したフォーミュラ1カーである。1950年代中盤から後半にかけてスポーツカーレースで目覚ましい成功を収め、1959年にはル マン24時間レースと世界スポーツカー選手権にて優勝した。